# Eublemma nigrilinea
Eublemma nigrilinea är en fjärilsart som beskrevs av Embrik Strand 1917. Eublemma nigrilinea ingår i släktet Eublemma och familjen nattflyn. Inga underarter finns listade i Catalogue of Life.